# 10655 Pietkeyser
A 10655 Pietkeyser (ideiglenes jelöléssel 9535 P-L) a Naprendszer kisbolygóövében található aszteroida. Cornelis Johannes van Houten,  Ingrid van Houten-Groeneveld és Tom Gehrels fedezte fel 1960. október 17-én.